# C.G. Johannes Petersen
Carl Georg Johannes Petersen (24. oktober 1860 i Østrup – 11. maj 1928 i København) var en dansk marinbiolog, specielt fiskeribiolog. Han opfandt en bundhenter, den endnu anvendte Petersens bundhenter, og var den første til at beskrive samfund af bunddyr i havet. Han betragtes ofte somgrundlæggeren af den moderne hav- og fiskeriforskning.
C.G.J. Petersen studerede naturhistorie ved Københavns Universitet under professor Japetus Steenstrup. Han deltog i togter 1883-1886 med kanonbåden Hauch og foretog systematiske indsamlinger af bunddyr. I 1889 var han med til at oprette Dansk biologisk Station og var dens første forstander. Hans forskning var først og fremmest rettet mod at forstå fisks udbredelse og biologi for at kunne skabe vidensgrundlag for et bedre dansk fiskeri. Det er nu hans indsatser inden for grundforskningen der huskes, især hans udvikling af begrebet dyresamfund.
C.G.J. Petersen var, ud over forstander (senere direktør) for Dansk biologisk Station, formand for Kommissionen for Havundersøgelser (1902-1909).
Petersen blev Ridder af Dannebrogordenen 1900, Dannebrogsmand 1908 og Kommandør af 2. grad 1926. 1912 blev han æresdoktor ved University of St. Andrews, 1922 ved University of Leeds, 1914 medlem af Videnskabernes Selskab, og han var æresmedlem af The Challenger Society og af Dansk naturhistorisk Forening. 
Han er begravet på Assistens Kirkegård.

## Videnskabelige arbejder
- (red.): Det videnskabelige Udbytte af Kanonbaaden "Hauchs" Togter i de Danske Have indenfor Skagen i Aarene 1883-1886, 5 bind og atlas, København 1889-1893.
- (s.m. Peter Boysen Jensen): Havets Bonitering 1, 1911.
- Havbunden og Fiskenes Ernæring, 1918.
- Store dele af Beretning fra den Danske Biologiske Station.